# Casilda da Toledo
Casilda da Toledo (fl. XI-XII secolo) è stata una religiosa spagnola, venerata come santa dalla Chiesa cattolica.
Il suo nome è registrato negli antichi registri dei santi della Diocesi di Toledo e Burgos, ma non si hanno documenti risalenti al tempo in cui è vissuta: si parla di lei solo alcuni secoli dopo la morte, sulla base di notizie tramandate oralmente, e spesso arricchite di particolari leggendari.

## Biografia
Casilda era una giovane musulmana figlia dell'emiro di Toledo al-Mamun (ma secondo altri, figlia del governatore di Cuenca, Ben Cannon); Toledo era allora capitale religiosa della Spagna Islamica. La ragazza era conosciuta da tutti per la sua generosità, rivolta soprattutto ai cristiani prigionieri, ai quali portava aiuto.
Un giorno venne sorpresa mentre portava del pane ai prigionieri; ma la tradizione vuole che, al momento della "perquisizione", il pane che portava con sé si trasformò in rose. In seguito, si dice che Casilda venne colpita da un male misterioso, che nemmeno i più bravi medici arabi riuscivano a curare. I suoi amici cristiani le consigliarono di farsi portare nella zona a Briviesca e di immergersi nell'acqua della fonte di San Vincenzo (molto celebre per le sue acque, ritenute prodigiose, cui facevano uso i pellegrini specie quelli affetti da emorragie).
L'acqua di San Vincenzo la guarì, e per questo Casilda decise di convertirsi al Cristianesimo, ma senza scalpore: ricevuto il battesimo, abbandonò la città per vivere da anacoreta, ritirandosi cioè in un eremo presso la fonte che in seguito prese il suo nome.
Si dice che la morte la colse centenaria, ancora nel suo eremo, mentre già correvano voci di miracoli; non è noto l'anno esatto della morte; il suo corpo fu sepolto nella chiesa di San Vincenzo.

## Culto
Il 21 agosto 1750 le sue reliquie vennero traslate in un nuovo santuario.
Viene raffigurata, nelle opere di artisti come Murillo, Zurbarán, Bayeu y Subías, vestita con abiti sontuosi, tipici della loro epoca.
Dalla morte in poi la santa è stata ed è oggetto di venerazione. La festa liturgica si celebra il 9 aprile.
La chiesa a lei dedicata a Briviesca, con annesso ospedale, è tuttora meta di pellegrinaggi.